# Josep Picó Aguiló
Josep Picó Aguiló (Palma, 1909-1977). Músic.
Aprengué música amb son pare, Josep Picó Forteza. Començà a tocar el violí i el piano (1921) en els cinemes Moderno i Rialto de Palma. Va fer concerts de piano a quatre mans amb Jaume Mas Porcel i Jaume Roig Pieras. Professor de música, entre molts d'altres, ensenya Antoni Martorell Miralles. Va passar a residir a Algesires (1931-1935) on va fer concerts i hi fundà un orfeó. En tornar a Mallorca dirigí l'orquestra del conservatori en diferents ocasions. El 1936 era director de l'Orfeó Mallorquí. Signa, com altres intel·lectuals, professionals i artistes, la Resposta als Catalans. El 1943 fundà, amb Jordi Frau Muntaner, una comanyia d'òpera i dirigí La Traviata, Manon i Madame Buterfly, entre d'altres. Va ser director de la Capella de Manacor (1951). Participà en la fundació de la Companyia Regional d'Òpera i de la Societat d'Amics de l'Òpera de Mallorca. Compongué, per a veu i piano, Sant Antoni; Pastoret,d'on véns?; Vou veri vou; Requiebro, Una vida, dues vides; No mar i Vals tràgico, entre d'altres. Com a crític musical escrigué a La Almudaina.